# Tiếng Igbo
Tiếng Igbo (Ásụ̀sụ̀ Ị̀gbò; /ásʊ̀sʊ̀ ɪ̀ɡ͡bòː/ ⓘ) là ngôn ngữ bản địa chính của người Igbo, một dân tộc ở đông nam Nigeria. Có chừng 24 triệu người nói, đa số sống ở Nigeria và có nguồn gốc Igbo. Tiếng Igbo được viết bằng bảng chữ cái Latinh, do thực dân Anh đưa đến. Có hơn 20 phương ngữ tiếng Igbo. Một dạng tiếng Igbo chuẩn được phát triển năm 1972 dựa trên phương ngữ Owerri (Isuama) và Umuahia (như Ohuhu), tuy nhiên, ngôn ngữ chuẩn này bỏ đi sự mũi hóa và bật hơi trong các phương ngữ kia. Những ngôn ngữ Igboid như tiếng Ika, Ikwerre và Ogba đôi khi được xem là phương ngữ tiếng Igbo. Tiếng Igbo cũng là ngôn ngữ thiểu số được công nhận ở Guinea Xích Đạo.

## Lịch sử
Quyển sách đầu tiên có tiếng Igbo được xuất bản là History of the Mission of the Evangelical Brothers in the Caribbean (tiếng Đức: Geschichte der Mission der Evangelischen Brüder auf den Carabischen Inseln), phát hành năm 1777.  Năm 1789, tác phẩm The Interesting Narrative of the Life of Olaudah Equiano của Olaudah Equiano, một cựu nô lệ, được phát hành tại London, Anh, trong đó có 79 từ tiếng Igbo.  Quyển sách cũng thể hiện chi tiết nhiều khía cạnh trong cuộc sống người Igbo, dựa trên những trải nghiệm của Olaudah Equiano tại quê nhà Essaka.
Trung Igbo là dạng phương ngữ được chấp nhận rộng rãi nhất, dựa trên phương ngữ của hai người thuộc tộc Igbo Ezinihitte tại tỉnh Trung Owerri giữa đô thị Owerri và Umuahia, Đông Nigeria. Ida C. Ward đề xuất Trung Igbo làm ngôn ngữ viết năm 1939, và nó dần được các nhà truyền giáo, nhà văn và nhà xuất bản khắp vùng nói Igbo chấp nhận. Năm 1972, Society for Promoting Igbo Language and Culture (SPILC), một tổ chức xem Trung Igbo như một dấu vết của chủ nghĩa đế quốc, thành lập một Hội đồng Chuẩn hóa tiếng Igbo để biến Trung Igbo thành một ngôn ngữ "chung" hơn. Trung Igbo được thêm vào từ vựng từ nhiều phương ngữ nằm ngoài vùng "Trung tâm", kết hợp với cả những từ mượn để tạo nên tiếng Igbo chuẩn.

## Từ vựng
Tiếng Igbo có số lượng tính từ lớp đóng cực kỳ ít. Emenanjo (1978) chỉ xác định tám tính từ: ukwu 'lớn', nta 'nhỏ'; oji 'tối', ọcha 'sáng'; ọhụrụ 'mới', ochie 'cũ'; ọma 'tốt'; ọjọọ 'xấu'. (Payne 1990)
Tiếng Igbo là kết hợp những từ sẵn có để tạo ra từ mới. Ví dụ, từ có nghĩa là "lá rau" là akwụkwọ nri, nghĩa đen là "lá để ăn". Lá tươi là akwụkwọ ndụ, ndụ nghĩa là "sống". Một ví dụ khác là tàu lửa (ụgbọ igwe), ghép từ ụgbọ (xe cộ, vật di chuyển) và igwe (sắt, kim loại), tức một vật di chuyển bằng đường sắt. Tương tự, xe ô tô là ụgbọ ala (vật di chuyển trên mặt đất) và máy bay là ụgbọ elu (vật di chuyển đường hàng không). Akwụkwọ nghĩa gốc là "lá", nhưng trong và sau thời kì thuộc địa, akwụkwọ cũng được gắn kết với các nghĩa "giấy" (akwụkwọ édémédé), "sách" (akwụkwọ ọgụgụ), "trường học" (ụlọ akwụkwọ), và "giáo dục" (mmụta akwụkwọ).

## Âm vị học

Âm vị nguyên âm tiếng Igbo, theo Ikekeonwu (1999)

Tiếng Igbo là một ngôn ngữ thanh điệu với hai thanh riêng biệt, cao và thấp. Một vài trường hợp một thanh xuống thấp hiện diện. Ví dụ về việc nghĩa của từ thay đổi theo thanh là ákwá "khóc", àkwà "gường", àkwá "trứng", và ákwà "vải". Do thanh điệu thường không được viết ra, nên tất cả các từ trên đa phần được viết thành ⟨akwa⟩.
|          |           | Đôi môi | Môi- răng | Răng/ Chân răng | Sau chân răng | Vòm | Ngạc mềm | Ngạc mềm | Môi– vòm vềm | Thanh hầu |
| thường   | môi hóa   | Đôi môi | Môi- răng | Răng/ Chân răng | Sau chân răng | Vòm |          |          | Môi– vòm vềm | Thanh hầu |
| -------- | --------- | ------- | --------- | --------------- | ------------- | --- | -------- | -------- | ------------ | --------- |
| Tắc      | vô thanh  | p       |           | t               |               |     | k        | kʷ       | k͡p           |           |
| Tắc      | hữu thanh | b~m     |           | d               |               |     | ɡ~ŋ      | ɡʷ~ŋʷ    | ɡ͡b           |           |
| Tắc sát  | vô thanh  |         |           |                 | tʃ            |     |          |          |              |           |
| Tắc sát  | hữu thanh |         |           |                 | dʒ            |     |          |          |              |           |
| Sát      | vô thanh  |         | f         | s               | ʃ             |     |          |          |              |           |
| Sát      | hữu thanh |         |           | z               |               |     | ɣ        |          |              | ɦ~ɦ̃       |
| Tiếp cận | trung     |         |           |                 | ɹ             | j~ɲ |          |          | w            |           |
| Tiếp cận | sau       |         |           |                 | l~n           |     |          |          |              |           |

Trong vài phương ngữ, như Enu-Onitsha, /ɡ͡b/ và /k͡p/ biến thành âm hút vào. Âm tiếp cận /ɹ/ biến thành âm vỗ chân răng [ɾ] giữa những nguyên âm (như ở từ árá).